# Euophrys elizabethae
Euophrys elizabethae Wesolowska, Azarkina & Russell-Smith, 2014 è un ragno appartenente alla famiglia Salticidae.

## Etimologia
Il nome proprio è in onore dell'aracnologa statunitense Elizabeth Peckham (1854-1940), pioniera nello studio dei salticidi africani e attiva nel movimento per il voto alle donne.

## Caratteristiche
L'olotipo maschile ha un cefalotorace lungo 2,3mm, largo 1,8mm e spesso 0,9mm.
Il paratipo femminile ha un cefalotorace lungo 2,2mm, largo 1,6mm e spesso 0,9mm.
La specie è strettamente imparentata con E. purcelli Peckham & Peckham, 1903 rinvenuto nella stessa provincia del Sudafrica. Il maschio si differenzia per la forma dell'apofisi tibiale, che è più corta e più larga. Diverso è anche la forma del dotto spermatico (serpeggiante in E. purcelli, mentre quasi rettilineo nelle altre specie africane di Euophrys). La femmina può essere riconosciuta dai dotti seminali leggermente più lunghi e più curvi e dalle ghiandole accessorie più corte rispetto a quelle di E. purcelli..

## Distribuzione
La specie è stata reperita in Sudafrica, nella Provincia del Capo Occidentale. Di seguito alcuni rinvenimenti:
1. l'olotipo maschile è stato rinvenuto a Città del Capo, nel giardino botanico Kirstenbosch National Botanic Gardens, in ambiente di bosco, da uno dei descrittori, Anthony Russell-Smith, il 9 maggio 1976[1].
2. un paratipo femminile reperito nelle stesse circostanze e nello stesso luogo dell'olotipo[1].

## Tassonomia
Al 2022 non sono note sottospecie e dal 2018 non sono stati esaminati nuovi esemplari.